# Tianjin Open
El Torneig de Tientsin, també conegut com a Tianjin Open, és un torneig de tennis professional que es disputa sobre pista dura. Actualment pertany a la categoria WTA International del circuit WTA femení. Se celebra a l'octubre en el complex Tianjin International Tennis Center de Tientsin, Xina.
Fou un dels tres nous torneigs celebrats a la Xina l'any 2014, augmentant a sis la quantitat de torneigs disputats en aquest país.

## Palmarès

### Individual femení
| Any  | Campiona                                          | Finalista                                         | Resultat                                          |
| ---- | ------------------------------------------------- | ------------------------------------------------- | ------------------------------------------------- |
| 2021 | Torneig suspès a causa de la pandèmia de COVID-19 | Torneig suspès a causa de la pandèmia de COVID-19 | Torneig suspès a causa de la pandèmia de COVID-19 |
| 2020 | Torneig suspès a causa de la pandèmia de COVID-19 | Torneig suspès a causa de la pandèmia de COVID-19 | Torneig suspès a causa de la pandèmia de COVID-19 |
| 2019 | Rebecca Peterson                                  | Heather Watson                                    | 6−4, 6−4                                          |
| 2018 | Caroline Garcia                                   | Karolína Plíšková                                 | 7−6(7), 6−3                                       |
| 2017 | Maria Xaràpova                                    | Arina Sabalenka                                   | 7−5, 7−6(8)                                       |
| 2016 | Peng Shuai                                        | Alison Riske                                      | 7−6(3), 6−2                                       |
| 2015 | Agnieszka Radwańska                               | Danka Kovinić                                     | 6−1, 6−2                                          |
| 2014 | Alison Riske                                      | Belinda Bencic                                    | 6−3, 6−4                                          |

### Dobles femenins
| Any  | Campiones                                         | Finalistes                                        | Resultat                                          |
| ---- | ------------------------------------------------- | ------------------------------------------------- | ------------------------------------------------- |
| 2021 | Torneig suspès a causa de la pandèmia de COVID-19 | Torneig suspès a causa de la pandèmia de COVID-19 | Torneig suspès a causa de la pandèmia de COVID-19 |
| 2020 | Torneig suspès a causa de la pandèmia de COVID-19 | Torneig suspès a causa de la pandèmia de COVID-19 | Torneig suspès a causa de la pandèmia de COVID-19 |
| 2019 | Shuko Aoyama Ena Shibahara                        | Nao Hibino Miyu Kato                              | 6−3, 7−5                                          |
| 2018 | Nicole Melichar Květa Peschke                     | Monique Adamczak Jessica Moore                    | 6−4, 6−2                                          |
| 2017 | Irina-Camelia Begu Sara Errani                    | Dalila Jakupović Nina Stojanović                  | 6−4, 6−3                                          |
| 2016 | Christina McHale Peng Shuai                       | Magda Linette Xu Yifan                            | 7−6(8), 6−0                                       |
| 2015 | Xu Yifan Zheng Saisai                             | Darija Jurak Nicole Melichar                      | 6−2, 3−6, [10−8]                                  |
| 2014 | Al·la Kudriàvtseva Anastassia Rodiónova           | Sorana Cîrstea Andreja Klepač                     | 6−7(6), 6−2, [10−8]                               |